# Die Vegetation der Erde: sammlung pflanzengeographischer monographien
Die Vegetation der Erde: Sammlung pflanzengeographischer Monographien (abreviado Veg. Erde) es un libro con descripciones botánicas que fue escrito conjuntamente por Adolf Engler & Carl Georg Oscar Drude. Fue publicado en Leipzig en 15 volúmenes en los años 1896-1923.

## Publicación
- Volumen 1. Willkomm, Moritz. Pflanzenvereitung auf der iberische halbinsel. 1896;
- Volumen 2. Pax. Ferdinand. Pflanzenverbreitung in den Karpathen. 1898;
- Volumen 3. Radde, Gustav. Pflanzenverbreitung in den Kaukasusländern. 1899;
- Volumen 4. Beck von Mannagetta, Günther, Ritter. Die vegetations-verhältnisse der illyrischen länder. 1901;
- Volumen 5. Graebner, Paul. Die heide norddeutschlands. 1901. 2e aufl. 1925;
- Volumen 6. Drude, Oskar. Der hercynische florenbezirk. 1902;
- Volumen 7. Diels, Ludwig. Die pflanzenwelt von West-Australien südlich des wendekreises. 1906;
- Volumen 8. Reiche, Karl. Pflanzenverbreitung in Chile. 1907;
- Volumen 9. Engler, Adolf. Die pflanzenwelt Afrikas. Bd.i (1-3), ii, iii (1,2), v(1). 1908--1925;
- Volumen 10(1-2). Pax. Ferdinand. 1898, 1908;
- Volumen 11. Adamović, Lujo. Die vegetationsverhältnisse der balkanländer. 1909;
- Volumen 12. Weberbauer, August. Die pflanzenwelt der peruanischen Anden. 1911;
- Volumen 13. Harshberger, J.W. Phytogeographic survey of North America. 1911;
- Volumen 14. Cockayne, L. 1921;
- Volumen 15. Herzog, Th. 1923.